# Conconully (Washington)
Conconully je gradić u američkoj saveznoj državi Washington. Prema popisu stanovništva iz 2010. u njemu je živjelo 210 stanovnika.